# Harran
Harran (arabisch حران, DMG Ḥarrān; akkadisch Ḫarrānu; sumerisch URUKASKAL; altgriechisch Κάρραι Karrhai (f. pl.) und in frühchristlicher Zeit Ἑλληνόπολις Hellenopolis (f. sg.); lateinisch Carr[h]ae; hebräisch חָרָן Ḫārān) ist ein Landkreis (İlçe) der türkischen Provinz Şanlıurfa in Nordmesopotamien und zugleich eine gleichnamige Gemeinde (Belediye) der 2012 geschaffenen Şanlıurfa Büyükşehir Belediyesi (Großstadtgemeinde/Metropolprovinz).
Die heute unbedeutende Stadt ist die Nachfolgesiedlung des berühmten gleichnamigen antiken Ortes, von dem vor allem nahe der Grenze zu Syrien viele Überreste erhalten geblieben sind. Besonders bekannt ist sie auch für ihre bienenstockförmigen Häuser. Harran liegt etwa 44 km südöstlich der Provinzhauptstadt Şanlıurfa. Die Bevölkerung besteht hauptsächlich aus Arabern.

## Geschichte

### Alttestamentliche/Tanachische Überlieferung
Harran ist höchstwahrscheinlich das mehrfach erwähnte biblische Haran. Im jüdischen Tanach, dessen Überlieferung im Christentum das Alte Testament bildet, erscheint Haran als der Ort, an dem sich die Familie des Terach niederlässt, nachdem sie aus Ur ausgewandert ist (Gen 11,31 ). Terach stirbt in Haran im Alter von 205 Jahren (Gen 11,32). Von dort zieht der Erzvater Abraham weiter nach Kanaan (Gen 12,4 ) mitsamt allem, was er und seine Familie in Haran erworben haben (Gen 12,5), nachdem ihm Gott in Haran versprochen hat, ihn in ein reiches Land zu führen. Abrahams Enkel Jakob flüchtet vor seinem Zwillingsbruder Esau zurück nach Haran (Gen 27,43–44  und Gen 28,10 ; Gen 29,4) und findet dabei das Jakobskissen und die Jakobsleiter.
Daneben taucht Haran in einer Liste auf, in der die von Sanherib eingenommenen Städte und Gebiete aufgezählt werden (2 Kön 19,12 ; Jes 37,12 ). Im Klagelied über Tyros wird Haran als Handelspartner erwähnt (Ez 27,23 ).
Zur Frage des biblischen Ortsnamens Haran, der dem Namen eines Bruders Abrahams zu gleichen scheint, siehe den Hinweis zur Namensähnlichkeit im Artikel zu Haran.

### Alter Orient
Der Ort, am Nordrand der fruchtbaren mesopotamischen Ebene gelegen, war schon im 3. Jahrtausend v. Chr. besiedelt. Sein akkadischer Name Harrānu steht sowohl für „Reise“ als auch für „Karawane“. Möglicherweise handelt es sich um eine Volksetymologie eines älteren Namens. Harran fungierte spätestens seit der altbabylonischen Zeit als Reise- und Handelsstation zwischen Karkemiš am Euphrat und Ninive am Tigris.
Die Ortschaft wird wahrscheinlich erstmals in Texten aus Ebla als Ha-ra-anKI oder Har-ra-nuKI erwähnt und ist auch in den Mari-Briefen des Zimri-Lim greifbar, wo es Teil der Städteföderation Zalmaqqum war. Bereits in dieser Zeit wird der Tempel des Mondgottes Sin erwähnt. Dort befand sich der diesem Gott heilige Stein, der im Rahmen des Steinkultes verehrt wurde. (Wenn in westlichen Quellen und teils auch in der modernen Literatur von einer Mondgöttin die Rede ist, so ist dies wohl ein Irrtum, der darauf zurückzuführen ist, dass Griechen und Römer den Mond für weiblich hielten.)
Seit Ende des 18. Jahrhunderts v. Chr. etablierten sich im nördlichen Mesopotamien die Hurriter aus dem nördlich angrenzenden Zagros- und Taurusgebirge. Während des 15. und 14. Jahrhunderts gehörte Harran zum Mittani-Reich.
Gegen Ende des 14. Jahrhunderts v. Chr. wurde Harran von den Hethitern unter Šuppiluliuma I. zerstört. Danach kam die Region unter die Kontrolle der Assyrer. Salmānu-ašarēd III. erneuerte um 850 das Mondheiligtum, und die Stadt wurde zu einem wichtigen Zentrum des Assyrischen Reiches. Unter Aššur-uballiṭ II. war Harran die letzte Residenzstadt der Assyrer, bevor sie 608 v. Chr. von den verbündeten Medern und Babyloniern unter Nabopolassar besetzt wurde.
Die Mutter des letzten babylonischen Königs Nabonid (555–539 v. Chr.), Adad-happe (650–546 v. Chr.), war eine Priesterin des Mondkultes in Harran. Nabonid selbst ließ das Mondheiligtum Ehulhul 542 v. Chr. als Zikkurat neu errichten und versuchte offenbar Sin zum neuen Hauptgott seines Reiches zu machen. Dies führte zum Konflikt mit den Marduk-Priestern Babylons und trug so zum Ende seiner Herrschaft bei.

### Antike
Harran wurde im 6. Jahrhundert v. Chr. Teil des persischen Achämenidenreichs. 331 v. Chr. wurde die Stadt von Alexander dem Großen eingenommen und kam danach unter die Herrschaft der makedonischen Seleukiden. Am Ende des 2. Jahrhunderts v. Chr. wurde Harran nach Edessa zur zweitwichtigsten Stadt im unabhängigen Kleinkönigreich Osrhoene, geriet aber später in den Einflussbereich der iranischen Parther. Die Römer nannten den Ort Carrhae. Besondere Berühmtheit erlangte er im Jahr 53 v. Chr., als der römische Triumvir Crassus in der Schlacht bei Carrhae zusammen mit über 25.000 römischen Soldaten den Tod im Kampf mit den Parthern fand. Plutarch berichtet eingehend über diese Schlacht, die eine der schwersten Niederlagen der römischen Geschichte darstellte.
Unter Kaiser Septimius Severus wurde der Ort am Ende des 2. Jahrhunderts n. Chr. Teil des Imperium Romanum. Sein Sohn, Kaiser Caracalla, wurde 217 auf dem Weg zum Heiligtum ermordet. Im Jahre 260 n. Chr. fand in der Nähe von Carrhae eine gewaltige Schlacht zwischen dem Perserkönig Schapur I. und dem römischen Kaiser Valerian statt, bei der Letzterer geschlagen und gefangen genommen wurde. Der palmyrenische König Odaenathus eroberte die Stadt im Jahre 264 von den Persern. Als das Reich von Palmyra wenige Jahre später von Kaiser Aurelian zerschlagen wurde, fiel Carrhae wieder an das Römische Reich.
Anders als das benachbarte Edessa, das sehr früh zu einem Zentrum des Christentums wurde, blieb Carrhae in der Spätantike sehr lange Zeit ein Hort der alten Religion. Tatsächlich verehrten dort die römischen Kaiser noch bis ins 4. Jahrhundert die Mondgöttin Selene, als letzter Julian. Als die christliche Pilgerin Egeria 385 Carrhae besuchte, traf sie, bis auf einige wenige Geistliche und Mönche, nur „Heiden“ an. Nach einigen Berichten wurde unter Theodosius I. zwar der Mondtempel zerstört. Doch noch in der Mitte des 6. Jahrhunderts gibt Prokopios von Caesarea an, dass in der Stadt, die die Christen vielfach Hellenopolis („Stadt der Hellenen/Heiden“) nannten, fast nur Altgläubige lebten (noch für das 9. Jahrhundert sind die Verehrer des Mondes in der Stadt nachweisbar). Nach einer umstrittenen Theorie war zudem Carrhae der Ort, an dem der bedeutende heidnische Neuplatoniker Simplikios nach 532 eine Philosophenschule einrichtete, die vielleicht noch im 7. Jahrhundert Bestand hatte.

### Mittelalter

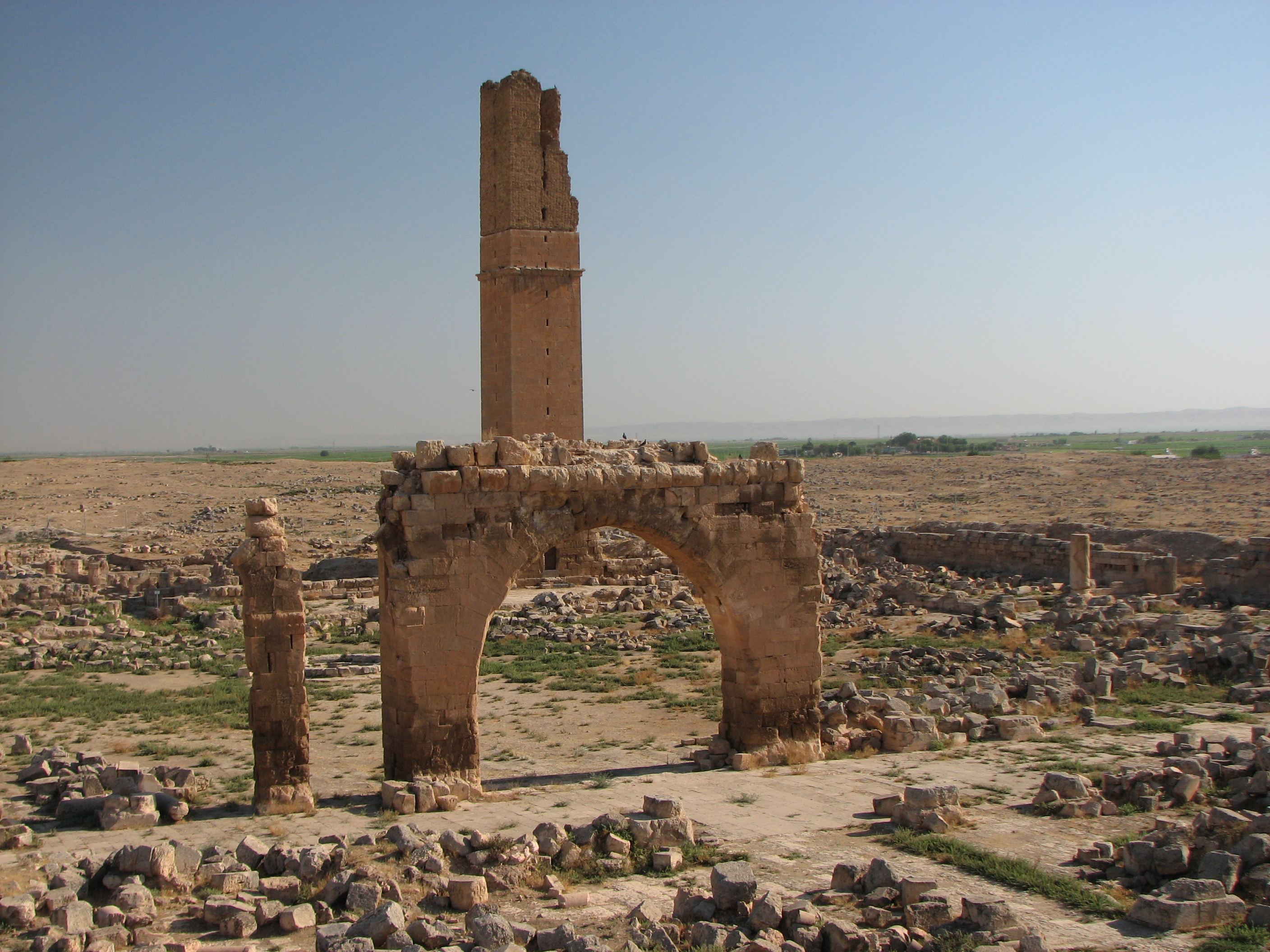
Überreste der Harran-Universität

Zwei Jahre nachdem der Kalif Omar 637 Jerusalem und Edessa erobert hatte, ergaben sich die Harraner. Der letzte Umayyaden-Kalif Marwan II. erhob Harran um 745 zu seiner Residenz. In das 8. Jahrhundert fällt auch der Bau der ersten Moschee. Aus der mutmaßlichen neuplatonischen Akademie entwickelte sich möglicherweise die Madrasa, die als die älteste Universität der islamischen Welt gilt. Auch wenn ihr Ruf bald von anderen Schulen (besonders in Bagdad) überstrahlt wurde, galt sie lange als das Zentrum für Astronomie und Alchemie. So soll Harran, in der arabischen Tradition, die Heimat des Dschābir ibn Hayyān (Geber) gewesen sein, bei dem es sich aber möglicherweise um das Gruppen-Pseudonym für die Schriften einer hermetisch-alchemistischen Schule handelt.
Um 830 drängte der Abbassiden-Kalif al-Ma'mūn die nicht der islamischen Religion angehörigen Bewohner von Harran zur Konversion zum Islam oder einer anderen, im Koran erwähnten Buchreligion. Daraufhin nahmen manche von ihnen den Namen Sabier an und konnten so ihren alten Gestirnkult weiter ausüben. Nach der Eroberung von Edessa durch die Byzantiner legten die Fatimiden unter Kalif az-Zāhir li-iʿzāz dīn Allāh 1032 in Harran eine Festung an, unter deren Mauern das altbabylonische Mondheiligtum Ehulhul verschwand.
Im Laufe des Ersten Kreuzzuges eroberten die Kreuzfahrer Harran, erlitten 1104 jedoch in der Schlacht von Harran ihre erste entscheidende Niederlage gegen die Seldschuken. 1187 besserte Sultan Saladin die Moschee in Harran aus. 1260 zerstörten die Mongolen die Moschee und wohl auch den letzten Tempel der Sabier in Harran, das niedergebrannt wurde und seine alte Bedeutung nie wieder erreichte. Erhalten blieben die Ende des 12. Jahrhunderts verstärkten Mauern der Zitadelle.

### Neuzeit
47 Dörfer des Bucak Altınbaşak vom Kreis Akçakale bildeten 1987 einen eigenen Landkreis (beschlossen durch das Gesetz Nr. 3392 vom 4. Juli 1987). Die Anzahl der Dörfer erhöhte sich bis 2012 auf 101. Durch eine Verwaltungsreform 2013 wurden diese Dörfer in Mahalles (Stadtviertel) umgewandelt und kamen zu den bereits sechs vorhandenen der Stadt Harran hinzu. Gegenwärtig (Stand Ende 2020) gibt es 123 derartige Mahalles mit durchschnittlich 752 Einwohnern, das größte (Süleyman Demirel Mah.) zählt 2.705 Einwohner.

## Persönlichkeiten

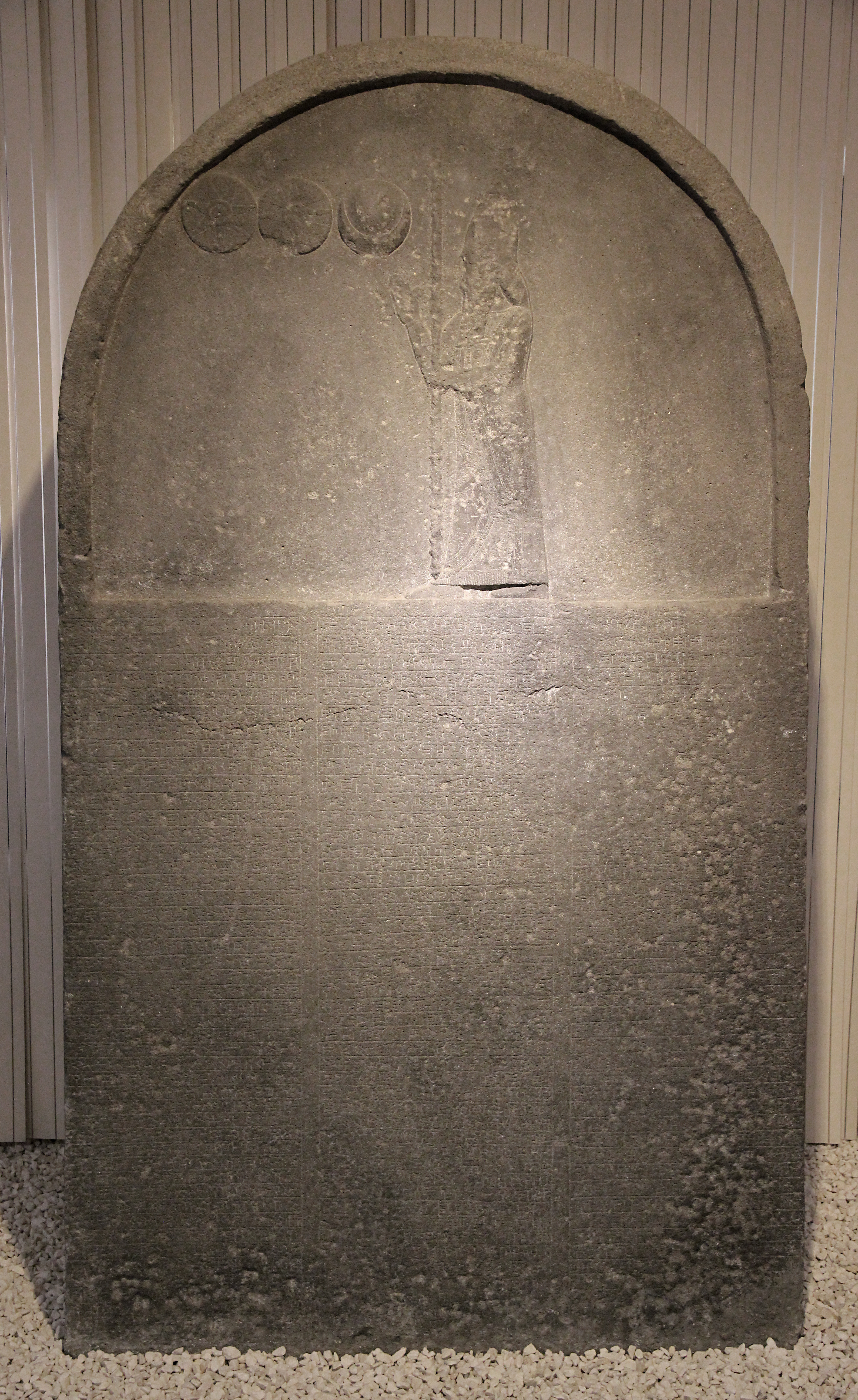
Stele des Nabonid aus Harran im Archäologischen Museum Şanlıurfa

- Adad-happe (650–546 v. Chr.), Mutter des Nabonid und Hohepriesterin des Sin
- Nabonid (nach 609 bis frühestens 539 v. Chr.), letzter König des neubabylonischen Reiches
- Magnus von Karrhai, römischer Historiker des 4. Jahrhunderts
- Thabit ibn Qurra (826–901), arabischer Mathematiker und Astronom
- Al-Battani (850/869–929), arabischer Astronom des frühen Mittelalters
- Ibn Taimiya (1263–1328), islamischer Gelehrter